# Hof te Zande Kerk (Kloosterzande)

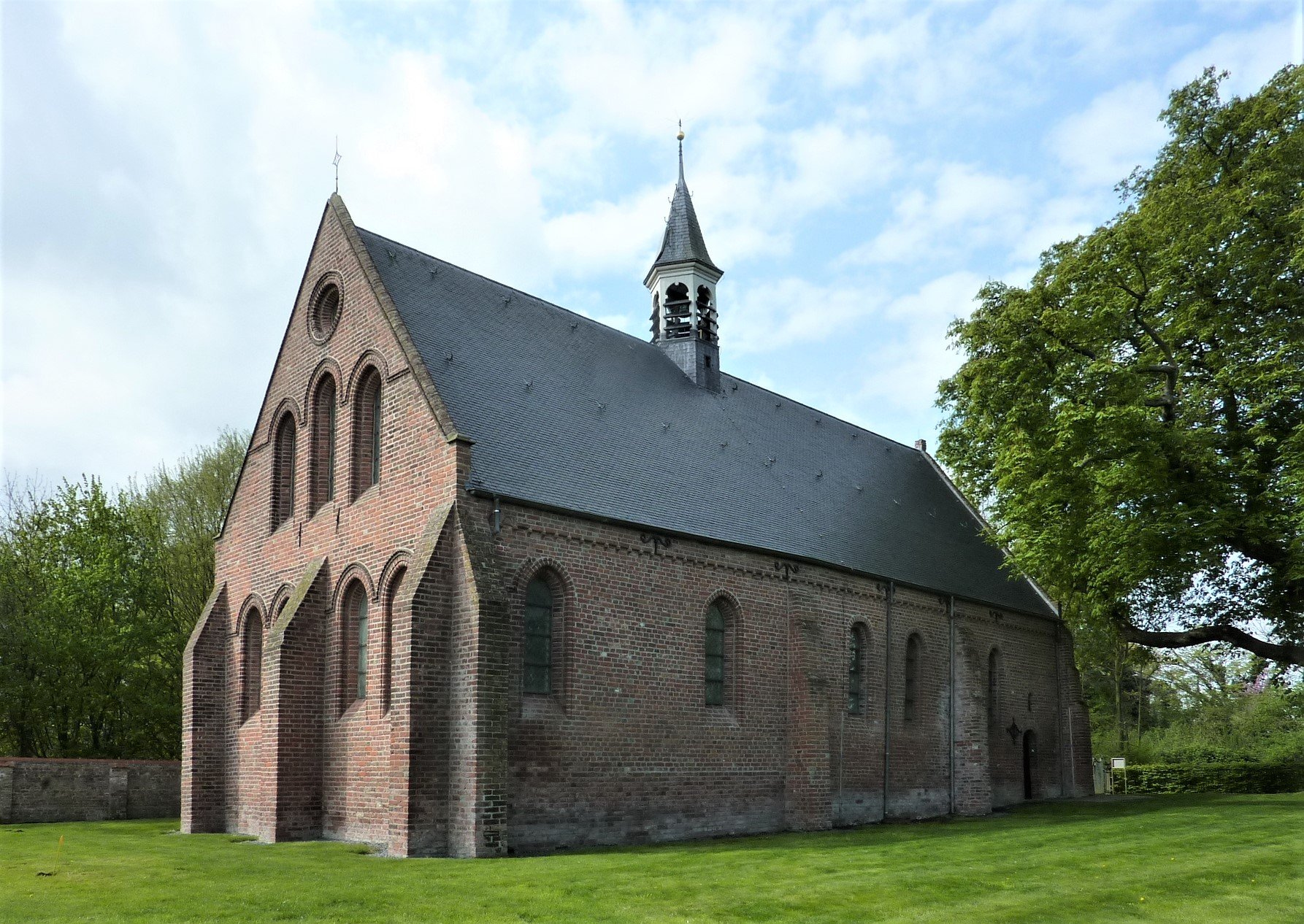
Die Hof te Zande Kerk

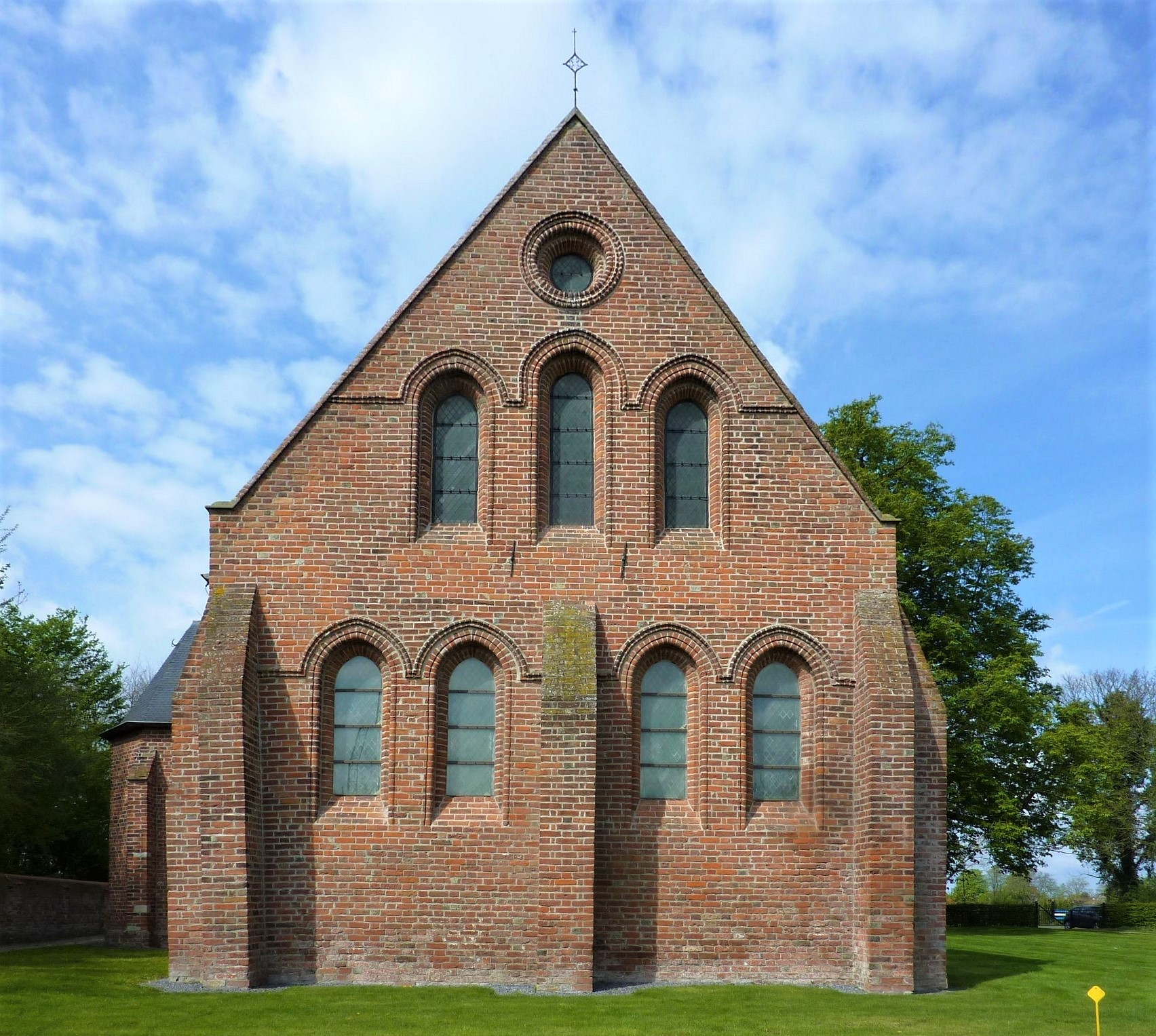
Chorschluss

Die im Kern frühgotische Hof te Zande Kerk ist ein Kirchengebäude der Protestantischen Kirche in den Niederlanden in Kloosterzande, einem Ortsteil der Gemeinde Hulst in der Provinz Zeeland. Die Kirche war ursprünglich eine Kapelle der Zisterzienser und ist der besterhaltene Sakralbau des Ordens in den Niederlanden. Das Gotteshaus ist als Rijksmonument eingestuft.

## Geschichte
Im 13. Jahrhundert gründete die Zisterzienserabtei Ten Duinen durch Eindeichung im Bereich des Polders Hontenisse einen abhängigen Hof mit einer frühgotischen Kapelle. Der Hof wurde im Zuge des Achtzigjährigen Krieges 1577 durch die Geusen verwüstet und die Kapelle bis auf die östlichen Gebäudeteile schwer beschädigt. 1609 wurde sie als Pfarrkirche der späteren Landgemeinde Hontenisse, deren Zentrum Kloosterzande ist, neu hergerichtet unter Verwendung von Baumaterial der in Ruinen liegenden Hofgebäude. 1648 wurde in der Gemeinde der reformierte Gottesdienst eingeführt. 1922 bis 1924 fand eine grundlegende Renovierung des Gotteshauses statt. Die Gemeinde gehört zur 2004 geschaffenen unierten Protestantischen Kirche in den Niederlanden.
Besterhaltener Teil des Ursprungsbaus des 13. Jahrhunderts ist der dreiseitig geschlossene Chor mit seiner östlichen Chorschlusswand, die durch sieben Lanzett- und ein kleines Rundfenster gegliedert wird und von der schlichten Bauweise der Zisterzienser zeugt. Die Gliederung zeigt zwei paarweise errichtete Lanzett-Zwillingsfenster mit einem darüber angeordneten Lanzett-Drillingsfenster. Den oberen Abschluss bildet das Rundfenster. Die südliche Chorwand zeigt ein Spitzbogenfries unterhalb des Dachansatzes. Der Chorschluss ist ein bedeutendes Beispiel der Baukunst des Ordens in Flandern.

## Orgel
Die Orgel geht zurück auf ein Instrument, das 1927 von der Orgelbaufirma A. Standaart in dem vorhandenen Gehäuse der Vorgängerorgel aus dem Jahre 1842 (Orgelbauer Preuninger & Mennes) erbaut wurde. Das Instrument hatte ursprünglich 4 Register auf einem Manual und wurde zwischenzeitlich erweitert. Das Schleifladen-Instrument hat heute 7 Register auf einem Manual (C–f3: Prestant (D) 8′, Holpijp (B, D) 8′, Prestant 4′, Fluit 4′, Quint (B, D) || 3′, Octaaf 2′, Cornet (D) III). Das Pedal (C–d1) ist angehängt. Die Spiel- und Registertrakturen sind mechanisch.